# Papagáj-galambgomba
A papagáj-galambgomba (Russula ionochlora) a galambgombafélék családjába tartozó, Eurázsiában, Észak-Afrikában és Észak-Amerikában elterjedt, lomberdőkben élő, ehető gombafaj.

## Megjelenése
A papagáj-galambgomba kalapja 4-8 cm széles, alakja kezdetben domború, majd hamar laposan kiterül; közepe mindig bemélyedő. Széle bordázott, a kalapbőr nem fedi teljesen. Felszíne száraz, finoman deres. Színe kékesszürke, rózsáslilás, szürkés-, zöldesibolyás, helyenként okkerfoltos. 
Húsa csak fiatalon kemény; színe fehér, sérülésre nem változik. Íze enyhe, lemezei néha csípősek; szaga nem jellegzetes.
Sűrű, törékeny lemezei tönkhöz nőttek, a féllemez ritka. Színük eleinte fehér, majd halvány krémszínű, öregen sárgásan foltosodnak.
Tönkje 4-6 cm magas és 1,3-2 cm vastag. Alakja hengeres, idősen üregesedik. Színe fehér, ritkán ibolyás árnyalattal; idősen töve sárgán foltos lehet.
Spórapora halvány krémszínű. Spórája gömbölyded vagy széles ellipszoid, izoláltan tüskés, mérete 6,5-7,5 x 5-6 µm.

### Hasonló fajok
A kékhátú galambgomba és a szürkészöld galambgomba hasonlít hozzá.  

## Elterjedése és termőhelye
Eurázsiában, Észak-Afrikában és Észak-Amerikában honos. Magyarországon ritka. 
Savanyú talajú lombos és vegyes erdőkben él, főleg tölgy vagy bükk alatt. Júniustól szeptemberig terem.  
Ehető gomba, bár a fiatal példányok lemezei csípősek lehetnek.

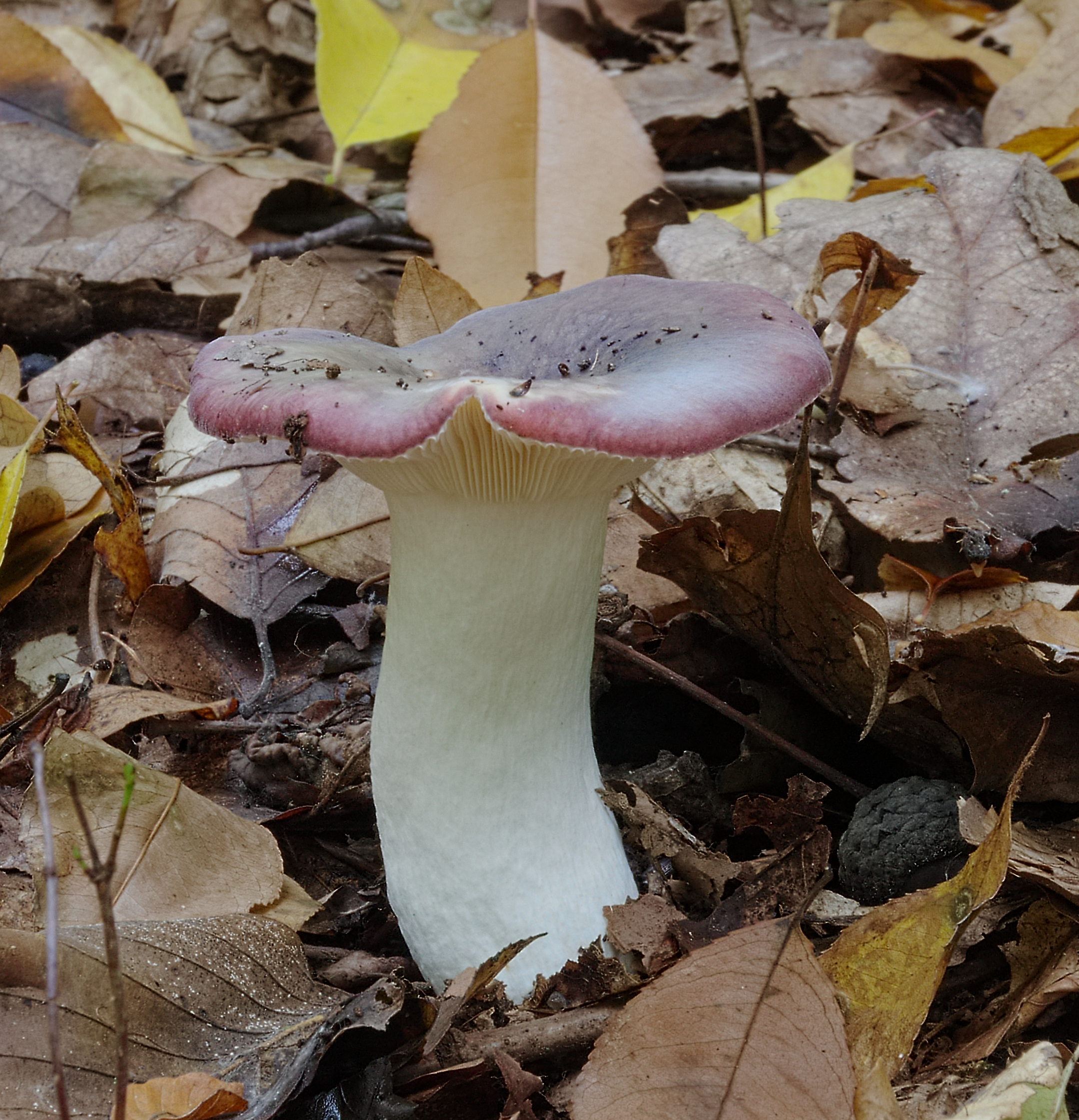
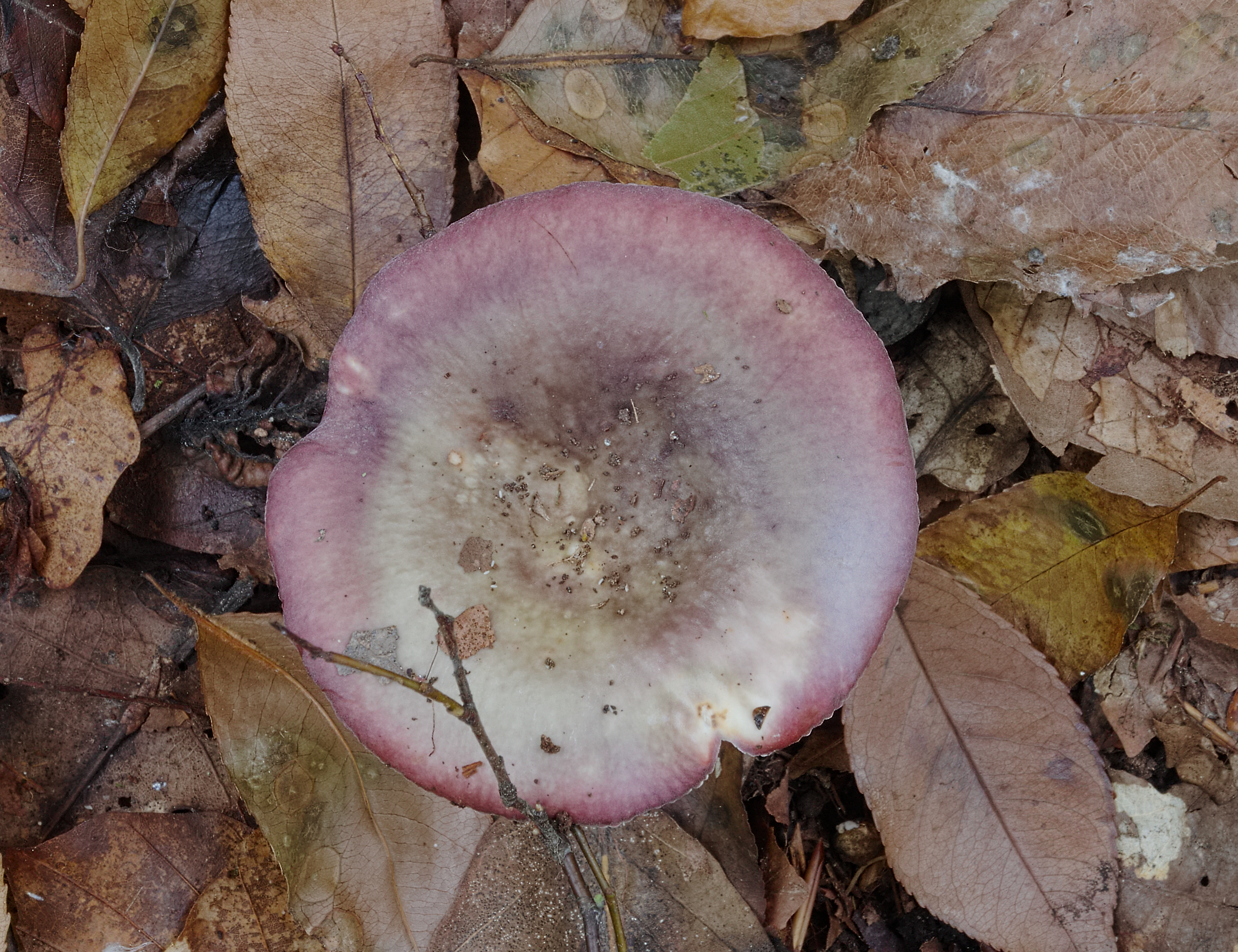
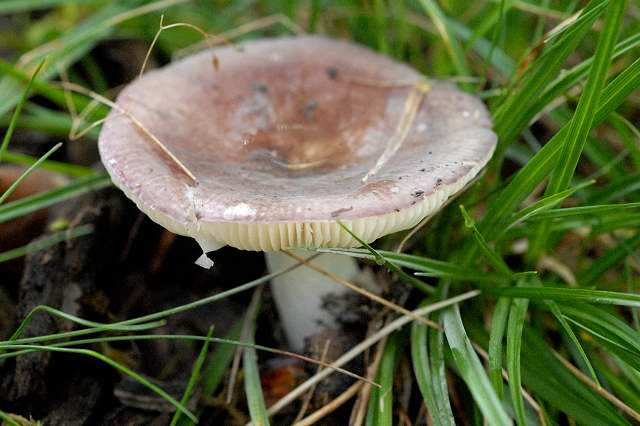
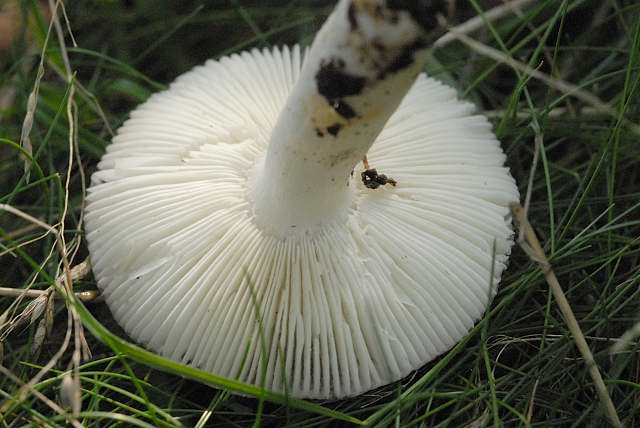